# Paul Le Guen
Paul Le Guen (Pencran, 1 de marzo de 1964) es un exfutbolista y entrenador francés. Actualmente está libre tras dejar el Le Havre de la Ligue 2.
Le Guen ha tenido una exitosa carrera como entrenador en su país natal destacando sus tres títulos consecutivos de Ligue 1 con el Olympique de Lyon. Además, Le Guen ha sido técnico del Stade Rennais F.C. y tuvo un breve paso por la liga escocesa cuando estuvo al frente del Glasgow Rangers. Desarrolló toda su carrera como jugador en Francia, formando parte de las plantillas del FC Nantes Atlantique y París Saint-Germain. Le Guen fue internacional con Francia en 17 ocasiones.

## Trayectoria
La trayectoria de Le Guen como jugador se reparte entre Stade Brestois, Nantes Atlantique y Paris Saint-Germain en los que estuvo seis, dos y siete años respectivamente. Los mayores éxitos llegaron durante su etapa en el equipo de la capital con el que realizó 478 apariciones en liga y con el que levantó la Ligue 1 en una ocasión, la Copa de Francia en tres, la Supercopa de Francia en 1, la Copa de la Liga de Francia en dos y la Recopa de Europa en el año 1996.

## Selección nacional
El papel de Le Guen con la selección de Francia no fue del todo destacado, llegando a acumular únicamente 17 internacionalidades. Las lesiones acosaron al francés en los momentos clave haciendo que este no pudiera contribuir más con el combinado galo.
Le Guen fue partícipe, junto con Éric Cantona y David Ginola, de uno de los mayores fracasos de la historia reciente de la selección francesa como fue no haberse clasificado para jugar la fase de grupos de la Copa del Mundo de Estados Unidos 1994.
El punto final a la carrera de Le Guen como futbolista fue un partido amistoso que disputaron un combinado de jugadores de la Bretaña francesa contra la selección de Camerún el 21 de mayo de 1998. El partido finalizó con empate 1-1.

## Clubes

### Como jugador
| Club                | País    | Año       |
| ------------------- | ------- | --------- |
| Stade Brestois      | Francia | 1983-1989 |
| F. C. Nantes        | Francia | 1989-1991 |
| París Saint-Germain | Francia | 1991-1998 |

### Como entrenador
| Club                 | País    | Año       |
| -------------------- | ------- | --------- |
| Stade Rennais        | Francia | 1998-2001 |
| Olympique Lyonnais   | Francia | 2002-2005 |
| Rangers F.C.         | Escocia | 2006-2007 |
| París Saint-Germain  | Francia | 2007-2009 |
| Selección de Camerún | Camerún | 2009-2010 |
| Selección de Omán    | Omán    | 2011-2015 |
| Bursaspor            | Turquía | 2017-2018 |
| Le Havre             | Francia | 2019-2022 |

## Carrera como entrenador
Rennes
Su primer club como entrenador fue el Stade Rennes. Su primera temporada fue positiva, ya que llevó al equipo al 5.º lugar en la Division 1 1998/99. Una de las características que marcaron esta etapa fue su exquisito atino para firmar jóvenes valores que maduraron para convertirse en excelentes futbolistas. Entre estos cabe destacar a Shabani Nonda y El Hadji Diouf. Le Guen dimitió como técnico del Rennes en 2001, después de alcanzar el 6.º puesto en la Division 1, pero habiendo tenido un desencuentro con la directiva del club. Las circunstancias en las que se produjo su salida hicieron que el técnico decidiera tomarse un año sabático.
Lyon
Le Guen sustituyó a Jacques Santini al mando del Olympique de Lyon en el año 2002, justo después de que el club lionés consiguiera su primer título liguero de la historia. Le Guen experimentó un sombrío inicio al ganar 3 de los primeros 9 encuentros de liga con el Lyon. Pese al dubitativo inicio del proyecto Le Guen, el OL terminó por vencer ese campeonato de liga y los dos siguientes al tiempo que consiguió por entonces un hito para la entidad como fue alcanzar los cuartos de final de la Liga de Campeones. Le Guen dimitió el 9 de mayo de 2005, justo el día después de llevar al club a conseguir el cuarto título consecutivo de la Ligue 1. Gérard Houllier, el extécnico francés del Liverpool, fue su sustituto.
Después de dejar el Lyon, Le Guen volvió a embarcarse en otro año alejado de los banquillos. Durante ese tiempo tuvo la oportunidad de rechazar ofertas para entrenar a clubes de alto nivel en Europa como Benfica y Lazio e incluso declaró que no volvería a entrenar a su antiguo club, el PSG.
Rangers
El 11 de marzo de 2006, Paul Le Guen se comprometió con el Glasgow Rangers para reemplazar a Alex McLeish, que partió a la Premier League. Le Guen firmó un contrato de tres temporadas con opción a extenderlo otras tantas si ambas partes así lo consideraban. Rápidamente el club comenzó a contratar jugadores por petición expresa del técnico, que quería confeccionar una plantilla que se adaptara a su estilo de juego.
Pese a la inversión y las expectativas, las cosas no le iban a ir muy bien en sus inicios en Glasgow al entrenador francés. La trayectoria del Glasgow Rangers bajo su mando durante los primeros diez partidos de liga consta como el peor inicio de liga de un club de la Old Firm (Celtic o Rangers) desde la época de John Greig en la temporada 1978-79, cuando el equipo al que dirigía ganó dos partidos, empató seis y perdió dos.
El 8 de noviembre, el Glasgow Rangers fue eliminado de la Scottish League Cup en cuartos de final a manos de un equipo de la segunda división, el Saint Johnstone. El hecho de que por primera vez el equipo escocés fuera eliminado de esta competición por un club de inferior categoría provocó protestas de los aficionados en los alrededores de Ibrox Park.
El 1 de enero de 2007, el club anunció que Le Guen había quitado la capitanía a Barry Ferguson, al que además había decidido no convocar para el partido de liga a disputar el día siguiente. La BBC incluso llegó a informar que Ferguson no jugaría en el equipo mientras Le Guen continuara siendo el entrenador.
Tres días después del incidente con Ferguson, el club anunció que el técnico francés dejaba de ser mánager del Glasgow Rangers de mutuo consentimiento. La salida del galo propició que Le Guen sea hasta la fecha el técnico que menos tiempo ha estado al frente del Glasgow Rangers en toda su historia y el único que no consiguió ni tan siquiera completar una temporada.
Más tarde aquel año el periodista deportivo Graham Spiers publicó Paul Le Guen: Enigma (ISBN 1-84596-291-5), documentando la etapa del francés al frente del campeón escocés. De acuerdo con lo publicado por Spiers, Le Guen salió del club porque creía que su autoridad estaba siendo socavada por parte de algunos miembros del personal del equipo como Ferguson y el doctor Ian McGuiness, aunque el autor también declara: “Por su lado, McGuinness tenía toda la razón para considerar que Le Guen lo trataba mezquinamente”.
En contraposición con la trayectoria en la liga doméstica escocesa, el historial del Glasgow Rangers en Europa con Le Guen como técnico ha sido calificado de “excelente” después de que su equipo se mantuviera invicto en la Copa de la UEFA, en la que finalizó además primero de su grupo. Pero fueron los pobres resultados en el campeonato local los que provocaron su marcha del club.
Paris Saint Germain
El cartel de Le Guen en Francia se mantuvo intacto pese a su desastrosa etapa como técnico en Escocia. Así, el 15 de enero de 2007 firmó como técnico del Paris Saint Germain, club en el que otrora fuera jugador y capitán. Le Guen remplazó a Guy Lacombe. Llegó al PSG ya iniciada la temporada 2006-07 y el club se encontraba en una más que difícil decimoséptima posición. El trabajo finalmente dio sus frutos y el PSG consiguió salvarse del desastre al finalizar decimoquinto. Según se desarrollaba la temporada 2007-2008, su primera campaña de inicio en el club, estaba bastante claro que los jugadores importantes no estaban rindiendo como se esperaba, de ahí que el club parisino languideciera en los puestos de descenso cuando faltaban cuatro jornadas para el final. A pesar de sus problemas en la liga, evitando el descenso por solamente 3 puntos; el PSG ganó la Coupe de la Ligue y se clasificó para la final de la Coupe de France. La victoria en esta primera competición garantizó la participación del PSG en la próxima edición de la Copa de la UEFA, un mínimo éxito con el que contentar a una insatisfecha afición parisina. El club anunció en mayo de 2009 que Le Guen no iba a continuar como técnico tras finalizar la temporada 2008-2009, dejando al PSG en 6.º lugar.
Selección nacional de Camerún
Le Guen fue nombrado seleccionador de Camerún en julio de 2009, con un contrato de cinco meses. Este consiguió un impacto inmediato al conseguir liderar al combinado centroafricano a la clasificación para la Copa del Mundo de 2010. Además, tomó la difícil decisión de quitar la capitanía al veterano Rigobert Song y entregársela al interista Samuel Eto'o. Lejos de crear problemas el cambio sirvió para espolear a ambos jugadores: el primero se convirtió en un baluarte defensivo y el segundo anotó importantes goles que sirvieron para dar victorias a los leones indomables. Llegada la Copa del Mundo el papel de Camerún fue más que decepcionante: los de Le Guen fueron el primer conjunto en caer eliminado en la competición, a pesar de estar encuadrado en un grupo más que asequible. El ex de PSG, Lyon, Rangers y Rennes anunció su marcha de la selección el 24 de junio de 2010.
Selección nacional de Omán
Al finalizar la temporada 2010-11 en la Ligue 1 de Francia, Le Guen recibió numerosas ofertas para entrenar en su país. Sin embargo este acabó rechazando una a una todas las proposiciones que le llegaron. Eventualmente aceptó el desafío de entrenar a la selección nacional de Omán, toda una desconocida. Desde el 11 de junio de 2011 el entrenador francés figura como mánager del combinado nacional de este país del golfo pérsico. El 19 de noviembre de 2015, fue destituido tras una derrota contra Turkmenistán en el marco de la clasificación para la Copa Mundial de Fútbol de 2018.
Bursaspor
El 22 de junio de 2017, se convirtió en el nuevo técnico del Bursaspor de la Superliga de Turquía. No llegó a completar la temporada, siendo despedido el 10 de abril de 2018, con el equipo como 13.er clasificado.
Le Havre
El 29 de mayo de 2019, se incorporó al Le Havre Athletic Club de la Ligue 2. El 16 de junio de 2022, el club anunció que prescindía de sus servicios.

## Estadísticas

### Entrenador
| Equipo              | País               | Desde               | Hasta                   | Record | Record | Record | Record | Record |
| Equipo              | País               | Desde               | Hasta                   | P      | G      | E      | D      | % vic. |
| ------------------- | ------------------ | ------------------- | ----------------------- | ------ | ------ | ------ | ------ | ------ |
| Stade Rennais       | Bandera de Francia | octubre de 1998     | 19 de mayo de 2001      | 121    | 53     | 22     | 46     | 49.86% |
| Olympique de Lyon   | Bandera de Francia | 1 de julio de 2002  | 1 de junio de 2005      | 155    | 84     | 43     | 28     | 63.44% |
| Rangers             | Bandera de Escocia | 9 de mayo de 2006   | 4 de enero de 2007      | 31     | 16     | 8      | 7      | 60.22% |
| Paris Saint-Germain | Bandera de Francia | 15 de enero de 2007 | 1 de junio de 2009      | 110    | 53     | 24     | 33     | 55.45% |
| Camerún             | Bandera de Camerún | 1 de julio de 2009  | 24 de junio de 2010     | 19     | 7      | 5      | 7      | 45.61% |
| Omán                | Bandera de Omán    | 27 de junio de 2011 | 19 de noviembre de 2015 | 55     | 23     | 19     | 13     | 53.33% |
| Bursaspor           | Bandera de Turquía | 22 de junio de 2017 | 10 de abril de 2018     | 33     | 12     | 8      | 13     | 44.44% |
| Le Havre            | Bandera de Francia | 29 de mayo de 2019  | 16 de junio de 2022     |        |        |        |        |        |
| Total               | Total              | Total               | Total                   | 524    | 248    | 129    | 147    | 55.53% |

## Palmarés

### Como jugador

#### Torneos locales
| Título               | Club                | País    | Año  |
| -------------------- | ------------------- | ------- | ---- |
| Copa de Francia      | Paris Saint-Germain | Francia | 1993 |
| Ligue 1              | Paris Saint-Germain | Francia | 1994 |
| Supercopa de Francia | Paris Saint-Germain | Francia | 1995 |
| Copa de Francia      | Paris Saint-Germain | Francia | 1995 |
| Coupe de la Ligue    | Paris Saint-Germain | Francia | 1995 |
| Copa de Francia      | Paris Saint-Germain | Francia | 1998 |
| Coupe de la Ligue    | Paris Saint-Germain | Francia | 1998 |

#### Torneos internacionales
| Título                               | Equipo              | Sede     | Año  |
| ------------------------------------ | ------------------- | -------- | ---- |
| Copa de Campeones de Copa de la UEFA | París Saint-Germain | Bruselas | 1996 |

### Como entrenador

#### Torneos locales
| Título               | Club                | País    | Año       |
| -------------------- | ------------------- | ------- | --------- |
| Supercopa de Francia | Olympique Lyonnais  | Francia | 2002      |
| Ligue 1              | Olympique Lyonnais  | Francia | 2002-2003 |
| Supercopa de Francia | Olympique Lyonnais  | Francia | 2003      |
| Ligue 1              | Olympique Lyonnais  | Francia | 2003-2004 |
| Supercopa de Francia | Olympique Lyonnais  | Francia | 2004      |
| Ligue 1              | Olympique Lyonnais  | Francia | 2004-2005 |
| Coupe de la Ligue    | Paris Saint-Germain | Francia | 2007-2008 |